# Де Оливейра, Жука
Жозе́ де Оливе́йра Са́нтус (порт.-браз. José de Oliveira Santos), более известный как Жу́ка де Оливейра (порт.-браз. Juca de Oliveira; род. 16 марта 1935, Сан-Роки, Сан-Паулу) — бразильский актёр, режиссёр, продюсер, писатель, телеведущий, драматург и животновод. Известен тем, что играл персонажей, отмечённых драматургией, таких как Жуан Жибан из «Сарамандайя», профессор Прашедес из «Хищника», доктор Албиери из «Клона» и Сантьяго из «Проспекта Бразилии».

## Биография
Родился 16 марта 1935 года в Сан-Паулу. Учился в Сан-Роки, а затем переехал в столицу штата, где поступил на юридический факультет университета Сан-Паулу. Там узнал о существовании Школы драматического искусства и присоединился к ней.
Затем начался театр. Сразу поступил в знаменитый TBC (бразильский Театр комедии), где он сыграл в многочисленных спектаклях, такие как «Семя», «Хранитель обещаний», «Смерть коммивояжёра». Во время политической нестабильности, относил себя к сторонникам левых коммунистов, за что был изгнан в Боливию. После возвращения он работал на телевидении в Сан-Паулу, где снимался в телевизионных и комедийных фильмах.
Затем перешёл на Глобу, где получил национальное признание как один из величайших актёров Бразилии. Но его страстью всегда оставался театр. Вскоре он решил попробовать себя в качестве драматурга. Он написал такие произведения как Meno Male, Hotel Paradiso, Caixa Dois.
Самой его запоминающей ролью является роль учёного Аугусто Альбьери в телесериале «Клон».

## Семья
Женат во второй раз. Первый на Клаудии Мелло, второй брак с Марией Луизой. Есть дочь Изабель.

## Карьера

### Телевидение
- 1964 — Gutierritos, o Drama dos Humildes — Jorge (Tupi)
- 1964 — Quando o Amor É Mais Forte (Tupi)
- 1965 — A Outra — Vicente (Tupi)
- 1965 — O Cara Suja — Valdemar (Tupi)
- 1966 — A Ré Misteriosa — Sílvio (Tupi)
- 1966 — A Inimiga — Maurício (Tupi)
- 1967 — Estrelas no Chão — Horácio (Tupi)
- 1967 — Paixão Proibida (Tupi)
- 1967 — Angústia de Amar — Ronald (Tupi)
- 1968 — O Homem que Sonhava Colorido (Tupi)
- 1969 — Nino, o Italianinho — Nino (Tupi)
- 1971 — A Fábrica — Fábio (Tupi)
- 1972 — Camomila e Bem-me-Quer — Bruno (Tupi)
- 1973 — O Semideus — Alberto Parreiras (Globo)
- 1974 — Fogo sobre Terra — Pedro Azulão (Globo)
- 1975 — Cuca Legal — Diego Pappalardo (Globo)
- 1976 — Saramandaia — João Gibão (Globo)
- 1977 — Espelho Mágico — Jordão Amaral (Globo)
- 1978 — Pecado Rasgado — Renato (Globo)
- 1982 — Ninho da Serpente — Dr. Almeida Prado (Bandeirantes)
- 1983 — Parabéns pra Você — Volber (minissérie) (Globo)
- 1990 — Brasileiras e Brasileiros (SBT)
- 1993 — Fera Ferida — Professor Praxedes (Globo)
- 1995 — As Pupilas do Senhor Reitor — Padre Antônio (SBT)
- 1995 — A Idade da Loba — Jordão (Bandeirantes)
- 1997 — Os Ossos do Barão — Egisto Ghirotto (SBT)
- 1998 — Вавилонская башня — Агенор де Силва (Globo)
- 2000 — Vidas Cruzadas — Aquiles (Record)
- 2001 — Клон — Аугусто Альбьери (Globo)
- 2005 — Mad Maria — Stephan Collier (minissérie) (Globo)
- 2007 — Amazônia, de Galvez a Chico Mendes — José de Carvalho (minissérie) (Globo)
- 2008 — Queridos Amigos — Alberto (minissérie) (Globo)
- 2010 — Исцеление — Отто (Globo)
- 2010 — S.O.S. Emergência — Dr. Isaac Rosenberg (Globo)
- 2010 — Diversão.com — Roteirista
- 2011 — Araguaia — Gabriel (Cabo de Esquadra) (Globo)
- 2012 — A Grande Família — Dr. Homero (Globo)
- 2012 — Проспект Бразилии — Сантьяго Морейра (Globo)
- 2013 — Карибский цветок — Самуэль (Globo)
- 2015 — Вне времени — Алберто (Globo)

### Кино
- 1967 — O Caso dos Irmãos Naves
- 1971 — Jogo da Vida e da Morte
- 1976 — À Flor da Pele … Marcelo Fonseca[1]
- 1982 — Deu Veado na Cabeça
- 1982 — Perdida em Sodoma
- 1983 — A Mulher, a Serpente e a Flor
- 1999 — Outras Estórias
- 2001 — Буфо и Спалланцани
- 2004 — Onde Anda Você
- 2007 — Знак зодиака города